# 小百户镇
小百户镇，是中华人民共和国云南省曲靖市陆良县下辖的一个镇。

## 行政区划
小百户镇下辖以下地区：
小百户社区、天花村、双官堡村、永清河村、上坝村、中坝村、北山村、兴仁村、兴隆村、芦山村、老母村、普乐村、罗贡村和炒铁村。